# هال هوبسون
هال هوبسون (بالإنجليزية: Hal Hopson) هو ملحن أمريكي، ولد في 22 يونيو 1933.

## روابط خارجية
- هال هوبسون على موقع ميوزك برينز (الإنجليزية)
- هال هوبسون على موقع أول ميوزيك (الإنجليزية)
- هال هوبسون على موقع ديسكوغز (الإنجليزية)